# GOGO咖喱集团

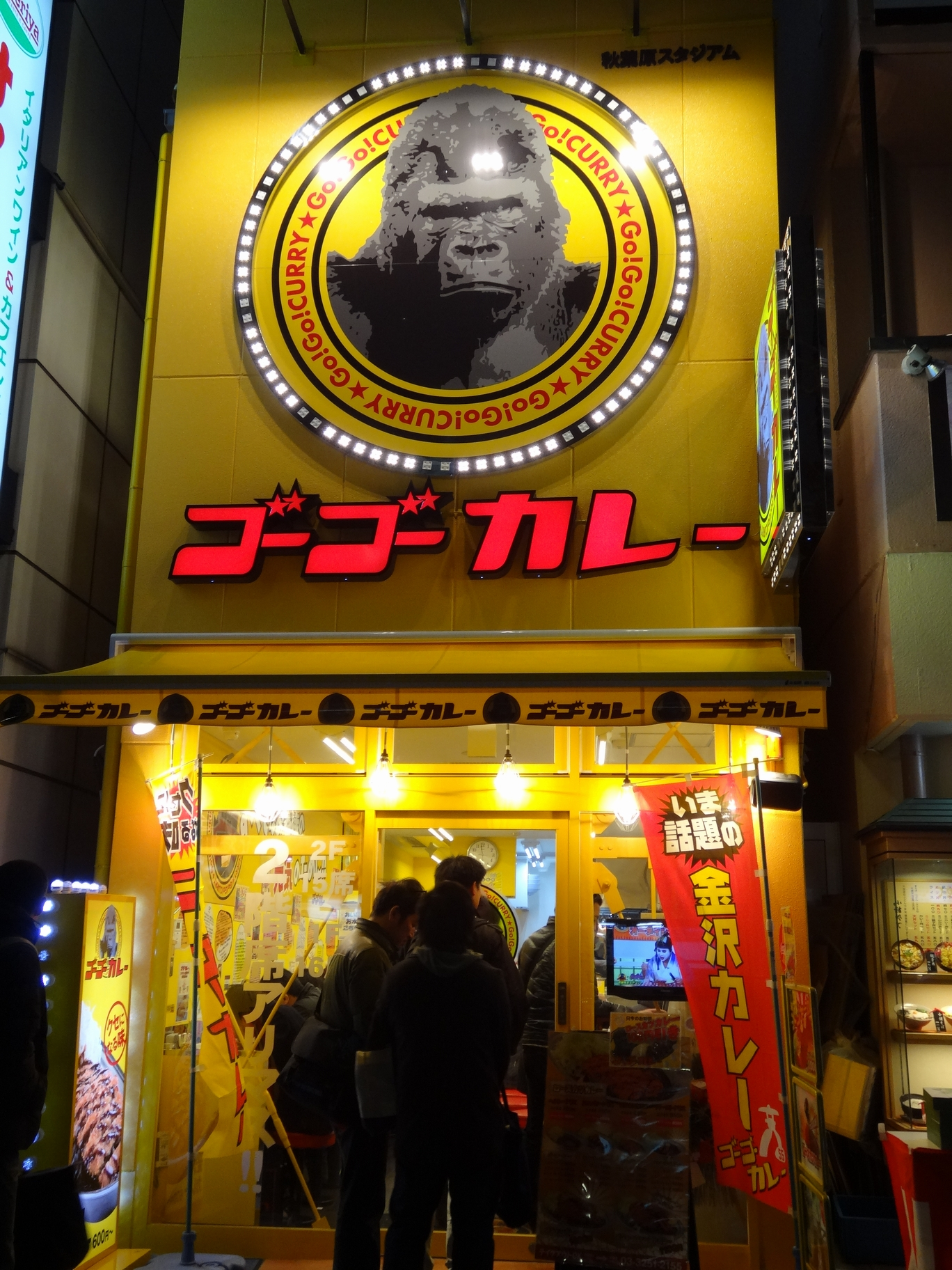
分店「秋葉原體育場」（已結業）

股份有限公司 GOGO咖喱集團（日語：株式会社ゴーゴーカレーグループ），是經營著主打金澤咖哩的餐飲連鎖店「Go!Go!咖喱」（日語：ゴーゴーカレー）的企業，總部位於東京都千代田區。其直營店、加盟連鎖店以石川縣和東京都為中心展開營業。與同樣主打金澤咖喱的老字號餐飲店「Turban咖哩」是姊妹店鋪。
其LOGO中有一隻大猩猩。

## Go!Go!咖喱

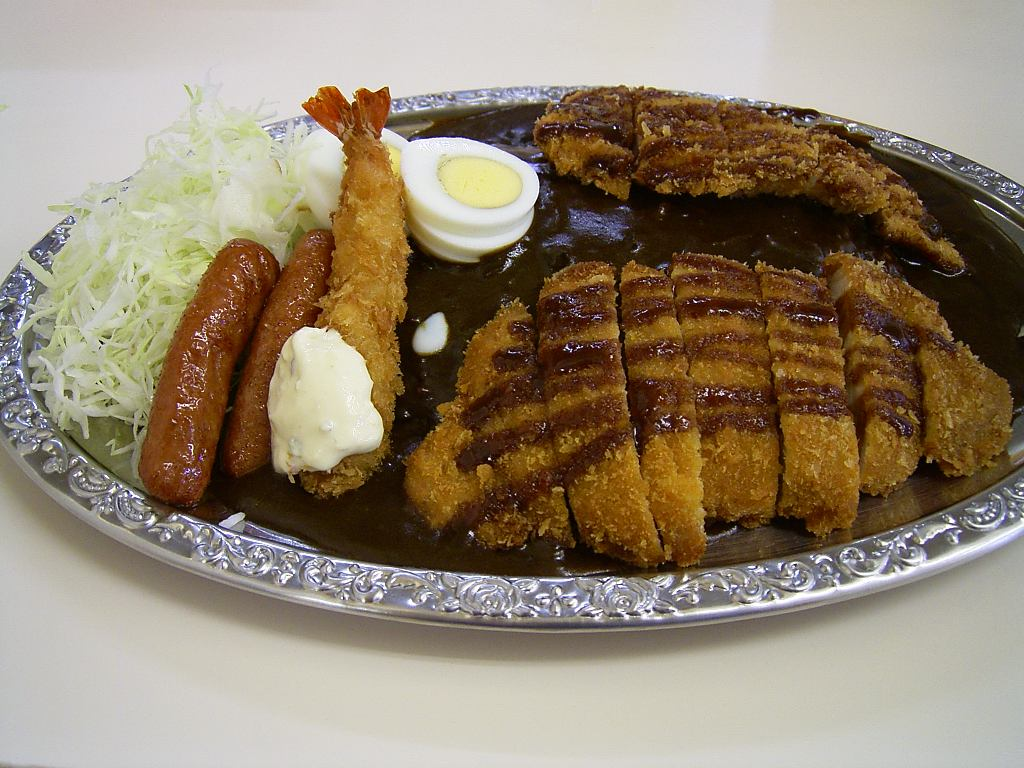
五星特盛咖喱

### 特點
Go!Go!咖喱擁有金澤咖喱特有的黑色濃厚的炒麵糊和獨特風味，是基於其姊妹店鋪Turban咖喱的咖哩為藍本開發的咖喱。味道與一般咖喱有些許不同，以咸味而不是以辣味為重。

### 主打菜單
Go!Go!咖喱的主打菜单是放有炸豬排、炸雞排、炸蝦、香腸、煮雞蛋、高麗菜這些全部配菜的「五星特盛咖喱」（日語：メジャーカレー）。其多達800克的重量和高達2400卡路里的熱量引發了熱議，並多次登上電視報導。
在此之上增量的「五星特盛咖喱世界最強級」（日語：メジャーカレーワールドチャンピオンクラス）（2.5kg），以及部分店鋪推出的在此之上再增量的「五星特盛咖喱宇宙最強級」（日語：メジャーカレースペースチャンピオンクラス）（5.5kg）也有售。如果能夠成功吃完一份「五星特盛咖喱世界最強級」，將可以在Go!Go!咖喱官方網站上刊登紀念相片，其中不乏挑戰成功的女性。

### 圍繞數字「5」的傳統
- 咖喱所使用的炒麵糊不僅要經過55道製作工序和5小時的烹煮，還要放置55個小時[1]。
- Go!Go!咖喱曾經把每天開店之後到下午5時55分之間的這段時間作為「Go!Go!TIME」，將小份份量以上的炸豬排咖喱飯和炸雞排咖喱飯的價格優惠100日圓。但隨著製作成本的上涨，2018年7月后全部店鋪皆已中止此活動。
- 每個月中帶有數字「5」的日期會作為「Go!Go!DAY」，並贈送給顧客1張配菜優惠券（日語：トッピングサービス券），顧客可憑此券免費換取1份額外配菜。新店也會選在「Go!Go!DAY」開業，並會在新店鋪開業當天，所有店舖附贈2張配菜優惠券作為紀念。
- 每年的5月5日會作為「Go!Go!BIRTHDAY」，並贈送給顧客1張名為「Premium Ticket」的優惠券，每張都附有5張配菜優惠券。但當天會停售「五星特盛咖喱世界最強級」，也不能使用配餐優惠券。曾經在「Go!Go!BIRTHDAY」當天還會舉行除特大份套餐、「五星特盛咖喱」、店舖限定菜品以外的全部菜單都改為優惠價500日圓的優惠活動，已於2017年終止，但也有「池袋東口體育場」等部分分店在2018年繼續舉行此活動。
- 曾經新店舖開業時也會舉行為期約一個月的上述的500日圓優惠活動，但直至2014年下半年已改為僅在開業當天限定前555名來店顧客可以以55日圓的優惠價格用餐的優惠活動。

### 評價
在雜誌《日經TRENDY》僅舉行了一次的「咖哩連鎖店選手權」活動中，在炒麵糊部門、米飯部門、炸肉排部門皆取得冠軍（其他參加活動的店舖有CoCo壹番屋咖哩、Little Spoon、寶龍咖哩等）。但即使人氣如此旺盛，位於東京都內的新宿百人町店、新橋店還是結業了（新宿百人町店併入新宿東口中央通店）。

### 店舖發展
雖是石川縣的企業，但1號店是位於西新宿的面積8.5坪的新宿本店。在此之後，以北陸、東京為中心發展分店店鋪。以加盟為主要方式朝著目標「全國展開」挺進。
自2011年5月開業的分店「池袋Sunshine中央通體育場」（日語：池袋サンシャイン中央通りスタジアム）起，新開業的分店全部稱為○○體育場（日語：スタジアム）。但也存在「下北澤劇場」（因附近劇場眾多而得名，2013年11月30日結業）、「永旺夢樂城船橋巨蛋」（日語：イオンモール船橋ドーム，2014年9月結業）、「LaLaport東京灣巨蛋」（日語：ららぽーとTOKYO-BAYドーム，2015年1月結業）、「永旺夢樂城香椎濱巨蛋」（日語：イオンモール香椎浜ドーム）、「金澤站總本山」（日語：金沢駅総本山，JR西日本金澤支社下轄的站內第1號店）等例外。

## 店舖特徵
此處僅介紹一般店舖的特徵。

### 外觀
大部分店舖都繼續沿用之前入駐該鋪面的商舖留下的設備，以控制開業成本。因此各個分店的外觀、座位分佈都各有不同，成為Go!Go!咖喱店舖的特徵。
店舖通常設有一個狹小的出入口和搶眼的黃色招牌。店內一般也相當狹小，以前台為中心佈置餐桌和座位，合計也僅有15～30個座位。顧客以年近20歲到40歲區間的男性為中心顧客，女性顧客則多是選擇外帶。由於新店舖逐漸增多，店內環境相比2008年以前更加清潔，也實施了店內全面禁煙。
開在1.5等～2等立地中心的分店會時常以降價活動吸引回頭客，即使是像高田馬場分店那樣開在出站口對面的超1等地的分店也不例外。
金澤本店的地址和電話號碼中也有包含3個數字「5」。

### 店內
店內通常會播放Go!Go!咖哩相關影片，如2010年播放的影片有在紐約分店舉辦的大胃王比賽「Eating Championship」、金澤本地節目、TBS《ひるおび!》系列特輯節目、公司贊助的公益財團法人School Aid Japan(SAJ)相關活動、以及SAJ理事長渡邊美樹的問候、應援宣傳等影片為主。有時也會播放包含為松井秀喜應援歌詞的應援曲。
曾經有部分店舖限定放送以石川為舞台的電視動畫《花開物語》等節目，但也有許多播放的影片疑似並沒有得到播放許可，在受到版權方警告後改為播放前文所述的節目影片。除此之外還曾播放與TBS節目《POWER☆PURIN》合作的特別節目。
曾經店內還能看到許多松井秀喜相關元素，不僅有松井相關周邊、展示看板、穿著紐約洋基T恤的店員（後因無授權使用收到警告而作罷）、相關報導的剪報，甚至到了在松井打出全壘打的次日便會在第二天宣布贈送配餐優惠券的程度。

### 設備、下單方式
※以下內容僅記述一般店舖共通的情況，實際情況可能會因店舖不同而有差異。
在位於門口的自動售票機購買食券後，便可自由選擇空餘座位後餐。追加配菜也可以在自動售票機選購，若要使用配菜優惠券，則需要把優惠券交給店員下單。如不需要捲心菜、醬汁，也是通過告知店員處理。
在前台和餐桌上放有糖球、福神漬、冰水壺，因為點單時店員便會端上一杯冰水，因此除部分店舖外不會放有杯子。糖球的包裝上印有Go!Go!咖哩LOGO中的大猩猩和店名。
由於豬排、雞排等食材都是現炸烹飪，上菜時間並不算快，但也因此食材會被炸得香酥鬆脆，許多店舖更是透過透明廚房展示烹煮過程。配菜優惠券在領取後，從下次來店到券上註明的有效期內皆可使用，使用需在點單時一併交付。曾經配菜優惠券僅限領取店舖使用，但現在已改為日本全國通用。
可以免費使用蛋黃醬、炸豬排醬汁、塔塔醬，也可以要求增加捲心菜，因店員在上菜後便會忙於別桌的工作，需要呼叫店員要求這些服務。
許多店舖設有免費Wi-Fi（連接方式各店各有不同）。

## 其他相關

### 與Turban咖哩的關係
現在的Go!Go!咖哩是以Turban咖哩為藍本開發的，當初Go!Go!咖哩的創立者還曾在Turban咖哩片町本店修行，而在Go!Go!咖哩開業時Turban咖哩創立者的兒子兒媳夫婦還曾趕赴現場應援支持。
Go!Go!咖哩在官方網站中曾寫有對Turban咖哩表示感謝的「一直以來非常感謝」（日語：いつもありがとうございます）等字句，Turban咖哩也把Go!Go!咖哩稱為姊妹店舖並互相設有友情鏈接。

### 與松井秀喜的關係
店名中的「Go!Go!」正是取自松井秀喜當時的背號55（日語中「Go!Go!」與55為諧音），但並沒有隨著松井移籍至坦帕灣光芒隊時背號改為35而更名。
公司的代表人物宮森宏和曾公開表示自己是松井的球迷，宮森當初正是受到松井打出滿壘本壘打的鼓舞，心想「我也要以我心中的美職棒為目標」（日語：自分もメジャーを目指したい），而離開了工作多年的旅遊公司，決心創業。宮森不僅在私人場合，在工作場合也經常穿著松井所屬球隊的球衣，並會隨著松井移籍至新隊伍而變更球衣，在松井引退後則改穿黃色T恤。除SAJ關係者外，Go!Go!咖哩店員制服也都是仿造松井曾所屬的紐約洋基隊球衣。宮森還曾想把松井的代名詞——哥斯拉（日語：ゴジラ）的圖案用作商標，但因無法承擔起版權擁有者東寶的版權費，便改以讀音同樣為「ゴ」開頭的大猩猩（日語：ゴリラ）作為商標。
店內擺放有許多松井相關的周邊，甚至還曾把松井和MLB與東芝合作印製的等身海報的東芝相關介紹遮擋住後展示在店內。
據北國新聞2007年2月23日發表的「哥斯拉通信」（日語：ゴジラ通信）稱，松井本人當時並沒有很常吃Go!Go!咖喱。網絡上流行著松井自高中時代就與Go!Go!咖喱有關聯的謠言，但當時Go!Go!咖喱在石川縣內並沒有分店，松井實際上常吃的咖喱是鄰近星稜高校的咖喱的市民Alba鳴和分店的咖喱。

## 聯動
巨影都市
在作品中出現了Go!Go!咖哩店鋪和「五星特盛咖喱世界最強級」。
STEINS;GATE
系列作品中的角色阿万音鈴羽在續作《STEINS;GATE 0》中為Go!Go!咖哩的常客，並在大胃王比賽中成功吃完五星特盛咖喱世界最強級（2.5kg）獲得優勝，達成三連霸。在遊戲版中還是角色阿萬音由季和橋田至的約會地點。

## 外部連結
- 官方網站 （页面存档备份，存于） （日語）